# Paolo Belmesseri
Paolo Belmesseri (Pontremoli, 1480 circa – post 1544) è stato un poeta e medico italiano.

## Biografia
Nacque in una casa vicino a Pontremoli, in località La Serra. Fu medico e teologo, ma soprattutto poeta. Insegnò a Bologna, dove conobbe, fra gli altri, Ludovico Ariosto. 
È ricordato anche per aver strenuamente combattuto l'epidemia di peste a Venezia, nel 1527 e per essere stato medico personale di Papa Clemente VII. Nel 1533 si recò a Parigi, dove soggiornò per circa un anno.
Fra le sue opere ricordiamo L'Opera poetica, raccolta dei suoi Carmi, ed Heptas, dedicata a Clemente VII. Non si hanno più notizie di lui dopo il 1544.